# Arvo Oksala
Arvo Alfred Oksala (* 2. Juli 1920 in Sortavala/Karelien; † 16. Dezember 1993) war ein finnischer Augenarzt. Seit 1963 war er Professor und Direktor der Universitäts-Augenklinik in Turku. Der Schwerpunkt seiner Forschung lag in der Nutzung und Anwendung der Ultraschalldiagnostik für die Augenheilkunde.